# Marc Korsten
Marc Korsten (Helden, 9 september 1968) is een voormalige Nederlandse voetballer die van 1986 tot 1991 uitkwam voor VVV en Helmond Sport. Hij speelde bij voorkeur als middenvelder.

## Loopbaan
Korsten maakte in 1985 de overstap van VV Helden naar de jeugdopleiding van VVV. Daar debuteerde hij op 28 juni 1987 als 18-jarige in het eerste elftal tijdens het uitduel bij FC Twente (1-2 overwinning), een wedstrijd in de nacompetitie voor een UEFA-Cup ticket. Mede door langdurig blessureleed (gescheurde kruisbanden) bleef een doorbraak uit. Pas in het seizoen 1989-90 kwam de middenvelder weer regelmatig aan spelen toe. In december 1990 werd Korsten voor de rest van het seizoen uitgeleend aan Helmond Sport. Nadien nam hij afscheid van het betaald voetbal. Korsten speelde nog jarenlang bij de amateurs van SV Panningen en SV Straelen. In 2001 sloot hij zijn spelerscarrière af bij VV Helden.

## Clubstatistieken
| Seizoen         | Club            | Competitie      | Competitie | Competitie | Beker | Beker | Nacompetitie | Nacompetitie | Totaal | Totaal |
| Seizoen         | Club            | Competitie      | Wed.       | Dlp.       | Wed.  | Dlp.  | Wed.         | Dlp.         | Wed.   | Dlp.   |
| --------------- | --------------- | --------------- | ---------- | ---------- | ----- | ----- | ------------ | ------------ | ------ | ------ |
| 1986/87         | VVV             | Eredivisie      | 0          | 0          | 0     | 0     | 1            | 0            | 1      | 0      |
| 1987/88         | VVV             | Eredivisie      | 2          | 0          | 1     | 0     | 2            | 0            | 5      | 0      |
| 1988/89         | VVV             | Eredivisie      | 8          | 0          | 0     | 0     | —            | —            | 8      | 0      |
| 1989/90         | VVV             | Eerste divisie  | 17         | 3          | 0     | 0     | —            | —            | 17     | 3      |
| 1990/91         | VVV             | Eerste divisie  | 8          | 0          | 0     | 0     | 0            | 0            | 8      | 0      |
| 1990/91         | Helmond Sport   | Eerste divisie  | 7          | 0          | 0     | 0     | —            | —            | 7      | 0      |
| Carrière totaal | Carrière totaal | Carrière totaal | 42         | 3          | 1     | 0     | 3            | 0            | 46     | 3      |